# Saison 1972 de l'ATP
Résultats des principaux tournois de tennis organisés en 1972. 

## Résultats
| Date  | Tournoi         | Tournoi | Dotation  | Surface      | Vainqueur     | Vainqueur | Finaliste        | Finaliste | Score                   | Tableau |
| ----- | --------------- | ------- | --------- | ------------ | ------------- | --------- | ---------------- | --------- | ----------------------- | ------- |
| 26/12 | Australian Open |         | $ 8 450   | Herbe        | Ken Rosewall  |           | Malcolm Anderson |           | 7-6, 6-3, 7-5           | Tableau |
| 22/05 | Roland-Garros   |         |           | Terre battue | Andrés Gimeno |           | Patrick Proisy   |           | 4-6, 6-3, 6-1, 6-1      | Tableau |
| 26/06 | Wimbledon       |         |           | Herbe        | Stan Smith    |           | Ilie Năstase     |           | 4-6, 6-3, 6-3, 4-6, 7-5 | Tableau |
| 30/08 | US Open         |         | $ 117 000 | Herbe        | Ilie Năstase  |           | Arthur Ashe      |           | 3-6, 6-3, 6-7, 6-4, 6-3 | Tableau |
| 28/11 | Masters         |         | $ 55 000  | Synthétique  | Ilie Năstase  |           | Stan Smith       |           | 6-3, 6-2, 3-6, 2-6, 6-3 | Tableau |